# 하타리 (밴드)

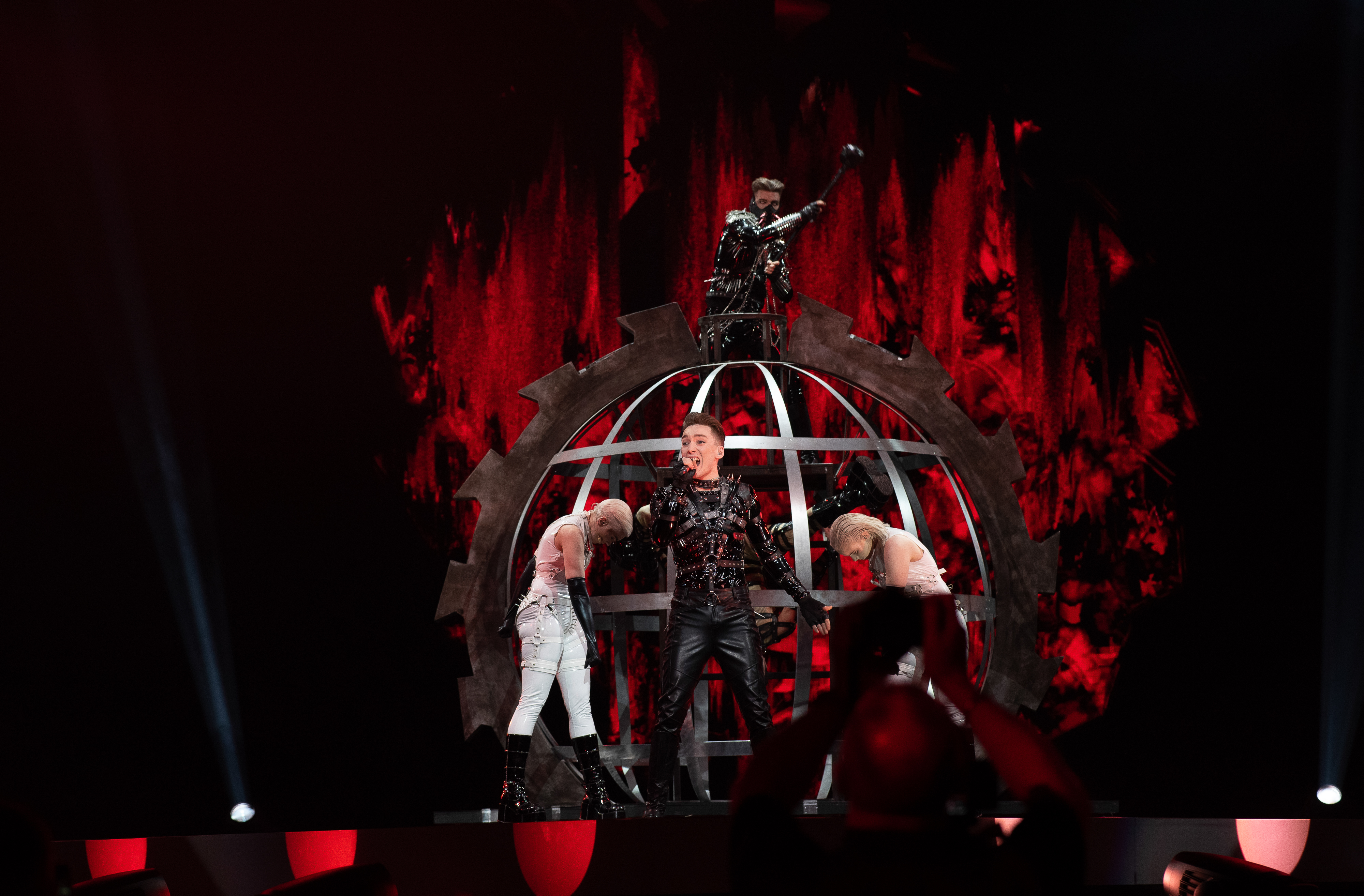
이스라엘 텔아비브의 유로비전 송 콘테스트 2019에서 공연 중인 하타리

하타리(Hatari)는 아이슬란드의 테크노, 인더스트리얼, 펑크 록 밴드이자 레이캬비크 출신의 행위 예술 그룹이다. 이들의 이미지는 반자본주의 요소들과 BDSM 의상을 통합한다. 이 밴드의 구성원은 Klemens Hannigan, Matthías Haraldsson, Einar Stefánsson이며 1개의 음반, 그리고 여러 싱글을 아우르는 1개의 EP를 발매했다. 아이슬란드를 대표하여 유로비전 송 콘테스트 2019에 참여하여 Hatrið mun sigra라는 곡으로 최종 10위에 들어섰다.